# Interpretación historicista

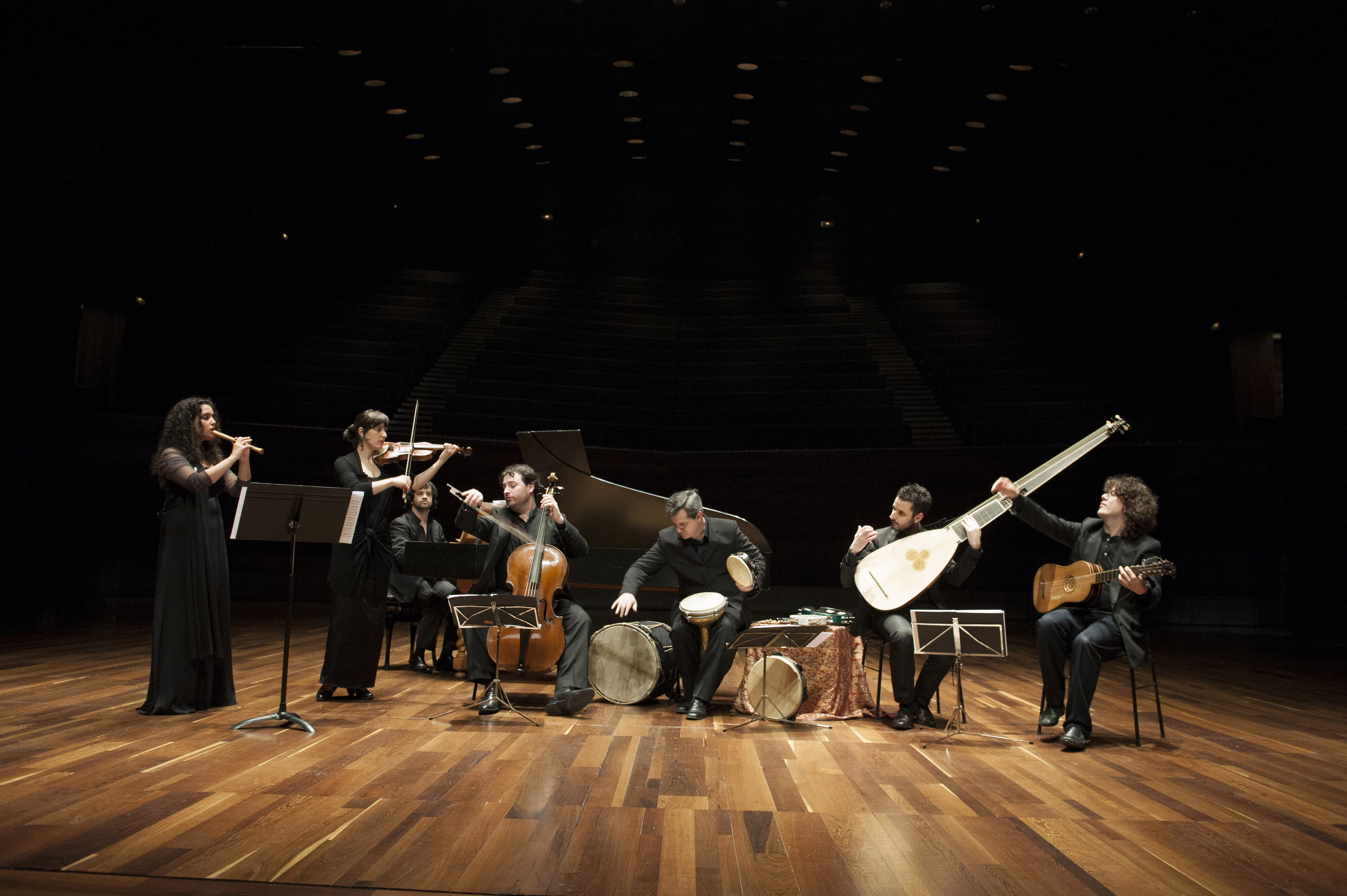
La interpretación con instrumentos de época es un aspecto clave del historicismo.

La interpretación historicista o interpretación investigada históricamente, también llamada interpretación de período o interpretación auténtica, es una aproximación en la interpretación de la música clásica y el teatro. 
Los artistas de este movimiento usualmente emplean instrumentos de época, originale o copias, despliegan tipos de actuación y escenarios antiguos, y emplean tratados históricos, así como evidencia histórica adicional, para una mayor fidelidad en los aspectos técnicos y estilísticos de interpretación de un período determinado.
El historicismo musical empezó a darse en la interpretación de la música del Medioevo, la del Renacimiento y la del Barroco, pero ha abarcado también la del Clasicismo y la Romanticismo. 
Recientemente, el fenómeno ha empezado a afectar a la escena teatral, por influjo de montajes de ópera del Barroco.